# Aderus septemnotatus
Aderus septemnotatus is een keversoort uit de familie schijnsnoerhalskevers (Aderidae). De wetenschappelijke naam van de soort werd in 1937 gepubliceerd door Maurice Pic.